# Список вулиць Києва (Є)
Це список вулиць міста Києва, назви яких починаються на літеру Є.
До списку входять усі урбаноніми Києва, що містяться в офіційному довіднику «Вулиці міста Києва», затвердженому 2015 року, а також у міській інформаційно-аналітичній системі забезпечення містобудівної діяльності (МІАС ЗМД) «Містобудівний кадастр Києва», довіднику «Вулиці Києва» 1995 року та атласі «Київ до кожного будинку». Назви вулиць, які відсутні в офіційному довіднику, подані курсивом. Проєктні вулиці, що мають код у кадастрі, але не мають назв, у списку не наведені.
У списку вулиці подані за алфавітом. Назви вулиць на честь людей відсортовані за прізвищем (якщо прізвище відсутнє — за іменем) і подаються у форматі Прізвище Ім'я і/або Посада. Якщо вулиця названа за цілісним псевдонімом, то сортування відбувається за першою літерою псевдоніма або імені, тобто Бориса Тена подано на літеру Б, Ганни Барвінок — на Г, Дзиґи Вертова — на Д, Івана Багряного — на І, Кузьми Скрябіна — на К, Лесі Українки — на Л, Марка Вовчка, Марка Черемшини, Миколи Хвильового і Мирослава Ірчана — на М, Олени Пчілки і Остапа Вишні — на О, Панаса Мирного — на П, Юрія Клена — на Ю, Якуба Коласа, Яна Райніса, Янки Купали і Януша Корчака — на Я. Вулиці, що мають, окрім назви, порядковий номер, відсортовані за власною назвою, наприклад 2-й Левадний провулок на літеру Л. Вулиця Радгосп «Совки» розміщена на літеру С, вулиця Міста Шалетт — на літеру Ш. Назви вулиць, що починаються на число (окрім вулиць, зазначених вище), записані словами і подані на відповідну літеру (Восьмого Березня, Першого Травня тощо).
Вулиці з назвами «Садова» (в тому числі «номерні») і лінії виділені в окремі списки.
Станом на 1 січня 2023 року в Києві 2833 урбаноніми, з них:
| - 2059 вулиць; - 533 провулки; - 77 ліній; - 59 площ і майданів; | - 32 проспекти; - 22 бульвари; - 15 узвозів; | - 12 проїздів; - 11 шосе; - 5 доріг; | - 3 алеї; - 3 набережних; - 2 тупики. |

Колір фону у списку залежить від типу урбаноніма.
Після списку існуючих вулиць наведено список зниклих вулиць (вулиць, які були ліквідовані або включені до інших вулиць протягом XX—XXI століть), а також список попередніх назв вулиць, починаючи з 1800 року. Назви перейменованих вулиць, що починаються на число (окрім вулиць, зазначених вище), записані словами і подані на відповідну літеру (Третього Інтернаціоналу, Дев'ятого Січня, Дванадцятого Грудня, Двадцять П'ятого Жовтня, Сорокаріччя Жовтня, П'ятдесятиріччя Жовтня, Шістдесятиріччя Жовтня тощо).

## Вулиці міста Києва
| Назва              | Тип   | Колишні назви                                                                               | Район          | Місцевість              | Рік затв. | Код об'єкта |
| ------------------ | ----- | ------------------------------------------------------------------------------------------- | -------------- | ----------------------- | --------- | ----------- |
| Європейська        | площа | Кінна, Театральна, Європейська, Царська, ІІІ Інтернаціоналу, Сталіна, Ленінського комсомолу | Шевченківський | Старий Київ             | 1996      | 10512       |
| Єдності            | вул.  |                                                                                             | Деснянський    | Троєщина (ур. Городище) |           | 12620       |
| Єреванська         | вул.  | Нова 503-тя, Тетіївська                                                                     | Солом'янський  | Першотравневий масив    | 1959      | 10514       |
| Єрмака             | вул.  |                                                                                             | Оболонський    | Куренівка               | 1977      | 10515       |
| Єсеніна Сергія     | вул.  | Маяковського, Неходи Івана                                                                  | Святошинський  | Жовтневе                | 1965      | 10516       |
| Єфремова Академіка | вул.  | Нова, Уборевича Командарма                                                                  | Святошинський  | Біличі                  | 2016      | 11727       |

## Зниклі вулиці
| Назва       | Тип   | Район        | Місцевість | Рік зникнення | Примітка                                           |
| ----------- | ----- | ------------ | ---------- | ------------- | -------------------------------------------------- |
| Єпископська | вул.  | 3-тя частина | Поділ      | 1811          | Не відновлювалася після пожежі на Подолі 1811 року |
| Єрмака      | вул.  | Залізничний  | Солом'янка | 1977          |                                                    |
| Єрмака      | пров. | Залізничний  | Солом'янка | 1977          |                                                    |
| Єрмака      | пр-д  | Залізничний  | Солом'янка | 1971          |                                                    |

## Перейменовані вулиці
| Стара назва                     | Нова назва              | Район                            | Дата перейменування | Сучасна назва   |               |
| ------------------------------- | ----------------------- | -------------------------------- | ------------------- | --------------- | ------------- |
| Єврейсько-Кладовищенська        | Садово-Ботанічна        | Печерський                       | 1944                | ліквідовано     |               |
| Єврейсько-Кладовищенський пров. | Садово-Ботанічний пров. | Печерський                       | 1944                | ліквідовано     |               |
| Єжова ім.                       | Фрунзе                  | Подільський                      | 1939                | Кирилівська     |               |
| Єзерська                        | Новокирилівська         | Подільський                      | 1930-ті             | Хвойки Вікентія |               |
| Єлизаветинська                  | Ново-Єлизаветинська     | Либідська, Старокиївська частини | 1869                | Пушкінська      |               |
| Єлизаветинська                  | Михайличенка ім.        |                                  | 1928                |                 |               |
| Єнісейська                      | Бузька                  | Голосіївський                    | 2022                | Бузька          | Орлика Пилипа |
| Єреванська                      | Гориста                 | Московський                      | 1959                | Гориста         |               |
| Єреванський пров.               | Гористий пров.          | Московський                      | 1959                | Гористий пров.  |               |